# سليمي (أصفهان)
سليمي هي قرية في مقاطعة أصفهان، إيران. عدد سكان هذه القرية هو 103 في سنة 2006.